# IC 866
IC 866 ist eine Balken-Spiralgalaxie vom Hubble-Typ SB im Sternbild Coma Berenices am Nordsternhimmel. Sie ist schätzungsweise 302 Millionen Lichtjahre von der Milchstraße entfernt und hat einen Durchmesser von etwa 100.000 Lichtjahren. 

Im selben Himmelsareal befinden sich u. a. die Galaxien IC 862, IC 864, IC 867, IC 870.
Das Objekt wurde am 22. April 1889 vom US-amerikanischen Astronomen Lewis Swift entdeckt.